# Kim Su-dae
Kim Su-dae (* 13. Mai 1942) ist eine ehemalige nordkoreanische Volleyballspielerin.

## Karriere
Kim gewann mit der nordkoreanischen Nationalmannschaft bei der Weltmeisterschaft 1970 und bei den Olympischen Sommerspielen 1972 jeweils die Bronzemedaille.